# Delfínovec amazonský
Delfínovec amazonský, také Inie amazonská, (Inia geoffrensis) je sladkovodní říční delfín vyskytující se v Jižní Americe v Orinoku, Amazonce a Araguaisko-Tocantinském říčním systému.

## Popis
Dorůstá délky 2–2,5 metru a hmotnosti 110–140 kg. Zbarvení těla je značně proměnlivé, od růžovošedé až po šedočernou. Má širokou ocasní ploutev. Hřbetní ploutev není, na zádech je místo ní jen nízký hrb. Na protaženém nose má tento druh krátké tuhé hmatové fousy, které mu v kalné vodě pomáhají nahradit zrakové vjemy. Delfínovec amazonský žije jednotlivě nebo v párech. Příležitostně se seskupuje v malých skupinách, které nemají více než 6 členů. Živí se hlavně rybami, méně už dalšími vodními živočichy. Březost trvá okolo 350 dní a mládě mívá po porodu kolem jednoho metru. Vzhledem k tomu, že žije velmi často v kalných, neprůhledných vodách, má silně redukovaný zrak.
Byl chován v Zoo Duisburg.

## Taxonomie
Tento druh popsal Henri Marie Ducrotay de Blainville v roce 1817.
Byly popsány 3 poddruhy:
- I. g. geoffrensis - Amazonka a Araguaisko-Tocantinský říční systém
- I. g. boliviensis - amazonské povodí
- I. g. humboldtiana - povodí Orinoka